# Danmark ved VM i svømning 2011
Danmark konkurrerede ved VM i svømning 2011 i Shanghai, Kina mellem 16. juli og 31. juli 2011.

## Medaljevindere
| Medalje | Navn             | Sport    | Konkurrence       | Dato     |
| ------- | ---------------- | -------- | ----------------- | -------- |
| Guld    | Lotte Friis      | Svømning | 1500m fri kvinder | 26. juli |
| Guld    | Jeanette Ottesen | Svømning | 100m fri kvinder  | 29. juli |
| Sølv    | Lotte Friis      | Svømning | 800m fri kvinder  | 30. juli |

## Svømning
Danmark kvalificerede 6 svømmere.
Mænd
| Svømmer      | Konkurrence    | Heats    | Heats | Semifinaler     | Semifinaler     | Finale          | Finale          |
| Svømmer      | Konkurrence    | Tid      | Rank  | Tid             | Rank            | Tid             | Rank            |
| ------------ | -------------- | -------- | ----- | --------------- | --------------- | --------------- | --------------- |
| Mads Glæsner | 200m fri mænd  | 1:49.59  | 32    | Kom ikke videre | Kom ikke videre | Kom ikke videre | Kom ikke videre |
| Mads Glæsner | 400m fri mænd  | 3:48.41  | 12    |                 |                 | Kom ikke videre | Kom ikke videre |
| Mads Glæsner | 800m fri mænd  | 7:54.57  | 11    |                 |                 | Kom ikke videre | Kom ikke videre |
| Mads Glæsner | 1500m fri mænd | 15:12.52 | 13    |                 |                 | Kom ikke videre | Kom ikke videre |

Kvinder
| Svømmer                                                              | Konkurrencer                 | Heats    | Heats | Semifinaler     | Semifinaler     | Finale          | Finale          |
| Svømmer                                                              | Konkurrencer                 | Tid      | Rank  | Tid             | Rank            | Tid             | Rank            |
| -------------------------------------------------------------------- | ---------------------------- | -------- | ----- | --------------- | --------------- | --------------- | --------------- |
| Jeanette Ottesen                                                     | 50m fri kvinder              | 25.23    | 13 K  | 24.61           | 2 K             | 24.67           | 6               |
| Jeanette Ottesen                                                     | 100m fri kvinder             | 53.88    | 2 K   | 53.88           | 4 K             | 53.45           |                 |
| Jeanette Ottesen                                                     | 50m butterfly kvinder        | 25.88    | 2 K   | 26.53           | 13              | Kom ikke videre | Kom ikke videre |
| Jeanette Ottesen                                                     | 100m butterfly kvinder       | 58.32    | 7 K   | 58.24           | 11              | Kom ikke videre | Kom ikke videre |
| Pernille Blume                                                       | 100m fri kvinder             | 55.14    | 22    | Kom ikke videre | Kom ikke videre | Kom ikke videre | Kom ikke videre |
| Pernille Blume                                                       | 200m fri kvinder             | 1:59.96  | 26    | Kom ikke videre | Kom ikke videre | Kom ikke videre | Kom ikke videre |
| Lotte Friis                                                          | 400m fri kvinder             | 4:06.31  | 4 K   |                 |                 | 4:04.68         | 5               |
| Lotte Friis                                                          | 800m fri kvinder             | 8:23.07  | 2 K   |                 |                 | 8:18.20         |                 |
| Lotte Friis                                                          | 1500m fri kvinder            | 16:00.47 | 1 K   |                 |                 | 15:49.59        |                 |
| Mie Ø. Nielsen                                                       | 50m ryg kvinder              | 28.89    | 18    | Kom ikke videre | Kom ikke videre | Kom ikke videre | Kom ikke videre |
| Mie Ø. Nielsen                                                       | 100m ryg kvinder             | 1:01.90  | 24    | Kom ikke videre | Kom ikke videre | Kom ikke videre | Kom ikke videre |
| Rikke Møller Pedersen                                                | 50m bryst kvinder            | 31.65    | 14 K  | 32.07           | 15              | Kom ikke videre | Kom ikke videre |
| Rikke Møller Pedersen                                                | 100m bryst kvinder           | 1:07.80  | 7 K   | 1:07.13         | 4 K             | 1:07.28         | 6               |
| Rikke Møller Pedersen                                                | 200m bryst kvinder           | 2:25.86  | 2 K   | 2:24.80         | 5 K             | 2:26.56         | 7               |
| Pernille Blume Mie Ø. Nielsen Jeanette Ottesen Lotte Friis           | 4 x 100m fri hold kvinder    | 3:39.48  | 8 K   |                 |                 | 3:39.74         | 8               |
| Mie Ø. Nielsen Rikke Møller Pedersen Jeanette Ottesen Pernille Blume | 4 x 100m Medley hold kvinder | 4:01.60  | 9     |                 |                 | Kom ikke videre | Kom ikke videre |